# 無形文化財
無形文化財（むけいぶんかざい）は、
1. 広義では、人類の文化的活動によって生み出された無形の文化的所産全般を意味する。ユネスコでは重要な無形文化財を登録して保護するために無形文化遺産を設けている。
2. 狭義では、日本の文化財保護法や地方公共団体の条例における文化財の種類のひとつで、音楽や工芸技術などの無形の文化的所産を意味する。特に、文化財保護法第2条第1項第2号において規定された「無形文化財」を意味する。

本項では2について詳述する。

## 概要
日本の文化財保護法第2条第1項第2号では、演劇、音楽、工芸技術その他の無形の文化的所産で、日本国にとって歴史上又は芸術上価値の高いものを、「無形文化財」と定義している。地方公共団体の文化財保護条例等においても同様に、文化財の種類の一つとして「無形文化財」を規定している場合がある。

## 保護制度

### 国による保護
文化財保護法では、無形文化財のうち重要なものを重要無形文化財に指定し、指定された重要無形文化財の保持者または保持団体を認定し、また、重要無形文化財以外の無形文化財のうち特に必要のあるものを「記録作成等の措置を講ずべき無形文化財」に選択し、保護する制度を定めている。
- 重要無形文化財（第71条第1項）：文部科学大臣は、無形文化財のうち重要なものを「重要無形文化財」に指定することができる。文化庁長官は、重要無形文化財の保存のため必要があるときは、重要無形文化財について記録の作成、伝承者の養成その他その保存のため適当な措置を執ることができる。
- 重要無形文化財の保持者又は保持団体（第71条第2項）：文部科学大臣は、重要無形文化財を指定するに当たっては、その重要無形文化財の保持者または保持団体を認定しなければならない。保持者認定には、個人を各個別に認定する「各個認定」と、複数の保持者を一体として認定する「総合認定」がある。「各個認定」を受けた重要無形文化財保持者は、通称として人間国宝と呼ばれている。これは法律で規定された用語ではないが、文化庁も「いわゆる『人間国宝』」の用語を使用している[1][2]。
- 登録無形文化財
- 記録作成等の措置を講ずべき無形文化財（第77条）：文化庁長官は、重要無形文化財以外の無形文化財のうち特に必要のあるものを選択して、その記録を作成し、保存し、または公開するための措置を講ずることができる。これを選択無形文化財ともいうが、法律で規定された用語ではない。

### 地方公共団体による保護
地方公共団体では、それぞれ文化財保護条例を定めて、国が指定する無形文化財以外の無形文化財のうち、その地方公共団体にとって重要なものを「都道府県指定無形文化財」、「市町村指定無形文化財」などの形で指定している。

## 保護制度の歴史
無形文化財が法律により保護の対象となったのは、1950年（昭和25年）に制定された文化財保護法の施行からである。同法制定時に、無形文化財のうち特に価値の高いもので国が保護しなければ衰亡するおそれのあるものについて、文化財保護委員会が「助成の措置を講ずべき無形文化財」として選定する制度、すなわち「無形文化財の選定制度」が発足した。この選定制度時代には、現在の無形の民俗文化財の範疇である、民謡、神楽、郷土芸能、民間伝承、行事等が無形文化財に含まれていた。この選定制度は、1954年（昭和29年）の文化財保護法改正で廃止され、改正法施行時までに選定された無形文化財は白紙に戻された。
この改正法により、無形文化財の保護制度は、新たに現在の重要無形文化財の指定制度、保持者・保持団体の認定制度および「記録作成等の措置を講ずべき無形文化財（選択無形文化財）」の選択制度に移行した。また、民謡、神楽、郷土芸能、民間伝承、行事等については、「記録作成等の措置を講ずべき無形の民俗資料」選択制度（現在の「記録作成等の措置を講ずべき無形の民俗文化財（通称、選択無形民俗文化財）」選択制度）に移行した。